# La liga de los 5
La liga de los 5 es una película de animación mexicana de comedia de acción y superhéroes de 2020 dirigida por Marvick Núñez y producida por Ánima Estudios. Es el decimoctavo largometraje cinematográfico de Ánima Estudios, así como el vigesimosegundo filme del estudio en total, y es considerada como la primera película original del estudio, desde 2012, en ser producida completamente en animación 2D.
Cuenta con las voces de José Ángel Torres, Regina Blandón, Mariana Treviño, César Filio, Dan Osorio, Octavio Rojas y Mario Iván Martínez, entre otros. En la película, un adulto joven llamado Chema (Torres) busca la ayuda de una legendaria liga de superhéroes para rescatar a su hermana menor Dolores (Blandón), quien ha sido secuestrada por la banda de Tin Marín (Rojas), un enigmático supervillano conocido con el seudónimo de «El Cohetero» por dedicarse a la fabricación de juegos pirotécnicos.
El estreno de la película fue en México el 10 de enero de 2020, bajo la distribución de Videocine. Días después de su estreno, la película recibió mayormente críticas positivas con taquillas menores del país mexicano.
Se puede ver por las plataformas de streaming: Vix y Prime Video.

## Argumento
Chema deberá buscar la ayuda de los legendarios superhéroes de la "Liga de los 5" para rescatar a Dolores, su hermana secuestrada, y detener los malvados planes del supervillano llamado Tin Marín.

## Reparto de voz
- José Ángel Torres como José María "Chema" Almada.
  - Jared Mendoza como "Chema" Almada de niño.

- Regina Blandón como Dolores Almada.[5]
  - Eri Kimura como Dolores Almada de niña.

- Octavio Rojas como Tin Marín.

- Mario Iván Martínez como El Dr. Vampiro.
- Mariana Treviño como Catrina "La Catrina" Posada.[6]

- César Filio como Ismael "Tuna" Guzmán Espinoza.
- Dan Osorio como Tetlepanquetzal "Tetle" Xochiquiquxque.

- Mauricio Pérez como Luis Ernesto "Tuerkas" Camarena.
- Rubén Moya como Cara de Niño.

- Betzabé Jara como Aparecida Almada.

- Daniel del Roble como Jaguar "Nahual" Almada.

- Alejandro Villeli como Don Miguel.

- Miguel Ángel Ruiz como «Genios fastidiosos».

- Valeria Barberi como Sofía.

- Óscar Flores como Robot.

- Dafnis Fernández como Perro.

## Producción

### Desarrollo
| «[...] El reto mayor aquí fue ofrecer un mundo distinto, ¿cómo sería en México y cómo operarían siendo una brigada civil con superpoder?, eso fue lo primordial». —Marvick Núñez |

El desarrollo de la película se gestó en Ánima Estudios, con sede en Ciudad de México, compañía productora que ha trabajado en contenidos de animación como El Chavo Animado (2006–2014) y la franquicia Las Leyendas (2007–presente). El productor de la cinta y presidente de la compañía, Fernando de Fuentes, declaró que uno de los objetivos de la película era que superara los límites nacionales de la categoría de películas de superhéroes. Dijo que la película ha estado en planificación desde hace mucho tiempo: «Lo que queremos es romper el mito de que sólo hay superhéroes en otros países y demostrar que se puede tener [unos] propios, muy mexicanos, en todos lados y tipos», dijo el productor, añadiendo que «es un proyecto que llevamos mucho tiempo puliendo para hacerlo». Inicialmente, el filme se trabajó con el título La liga de los siete (en inglés: The Seventh League), y su desarrollo comenzó a gestarse alrededor de la década de 2010 en Ánima Lab, subsidiaria de Ánima Estudios que actúa como una incubadora de desarrollo para nuevos proyectos del estudio. La historia e idea original fueron desarrolladas por los empresarios y productores de cine Charbel Harp Calderoní y Ricardo González Duprat, quienes previamente ya se habían involucrado fuertemente en otra cinta de animación mexicana, titulada Brijes 3D (2010), en la que Duprat fue el desarrollador de la historia y quien ideó el concepto original, con Harp Calderoní como productor al lado de su finado hermano Alfredo, ambos fundadores de la extinta Santo Domingo Films.
Marvick Núñez, director de la cinta, se enfrentó al reto de realizar un esfuerzo en el cine de superhéroes similar al de las películas del Universo Cinematográfico de Marvel (UCM), debido a que el género no ha sido implementado en la industria cinematográfica de México. Núñez quería introducir un "mundo diferente" basado en la vida en México, pero también enfocarse más en los superpoderes de los personajes que en los estereotipos. «Hubo un boom con Marvel y desde hace años hemos visto qué pasa con ellos, de alguna manera es subirnos a este tren[,] pero darle nuestro propio toque», dijo el director. «La instrucción por parte de la producción ejecutiva fue hacer estos personajes mexicanos[,] pero que también tuviera comedia, lo divertido de hacer esto fue que lo hicimos en equipo y todos estábamos en el mismo canal». Se trata del primer largometraje en el que trabaja Núñez, y con Ánima Estudios. Anteriormente, trabajó en proyectos de animación tradicional en 1996 antes de estudiar en la Escuela Nacional de Artes Plásticas (actual Facultad de Artes y Diseño). Más tarde, fundó el estudio Terrícola Studio en 2004, donde trabajó como director de arte y animación, además de laborar como animador 2D y CGI. Terrícola Studio se dedicaba principalmente a la producción de comerciales con personajes animados como Pancho Pantera, mascota de Choco Milk, una marca de alimentos hechos a base de cacao en polvo.

### Animación
La película utiliza el formato de animación flash 2D, lo que la convierte en la primera producción original en 2D de Ánima Estudios fuera de su franquicia Las Leyendas desde el año 2012.

### Música
Pablo Borghi compuso la música score de la película con una actuación orquestal en Bratislava, Eslovaquia.

## Lanzamiento
El avance de la película se mostró durante las proyecciones de Día de Muertos (2019), antes de ser lanzado en línea el 11 de noviembre de 2019.

## Recepción

### Crítica
Mabel Salinas, de la revista Cine Premiere, considera que «La liga de los 5 oscila entre la innovación y los vicios enquistados en nuestra industria [de animación producida en México] al contar una historia de un grupo de superhéroes mexicanos». Resaltó la traslación de sitios icónicos de la Ciudad de México al medio animado, sin embargo, consideró que «La liga de los 5 se enfrenta a problemas clásicos dentro de los títulos nacionales: humor burdo, poco refinado, secuencias inauditas, falta de verosimilitud e incongruencias argumentales». Asimismo, mencionó que «una vez llegado el clímax, la historia [...] se desarticula por completo y se rinde ante el desenfreno narrativo, principalmente por ciertas deficiencias del guion».

### Premios y nominaciones

#### Premio Ariel
| Año  | Categoría(s)                             | Candidato/a(s) | Resultado | Ref(s)        |
| ---- | ---------------------------------------- | -------------- | --------- | ------------- |
| 2021 | Ariel al Mejor Largometraje de Animación | Marvick Núñez  | Nominada  | [ 16 ] [ 17 ] |

#### Premios Quirino
| Año  | Categoría(s)                                                     | Candidato/a(s) | Resultado | Ref(s) |
| ---- | ---------------------------------------------------------------- | -------------- | --------- | ------ |
| 2021 | Premio Quirino al Mejor Largometraje de Animación Iberoamericano | Marvick Núñez  | Nominada  | [ 18 ] |